# Boggeragh
Boggeragh (in gaelico irlandese: An Bhograch) è una catena montuosa localizzata nella contea di Cork, facente parte del Munster, provincia della Repubblica d'Irlanda. È lambita da due fiumi: il Munster Blackwater a Nord e il Lee a Sud. Con un'altitudine di 643 m s.l.m. la cima più elevata è Musheramore (in gaelico irlandese Muisire Mor). Nel settembre 2009 iniziò la costruzione di una centrale eolica sulla collina che fu ultimata nel febbraio 2010. La centrale è dotata di 19 unità di Vestas V90-3MW.